# 第102回日劇學院賞
←第101回 - 第102回 - 第103回→
第102回日劇學院賞，針對2019年7月到9月在日本播出之夏季檔連續劇所做出的投票與評比。本季獲最優秀作品賞為TBS電視台的《凪的新生活》，此劇共獲四項獎本季最多。

## 得獎名單

### 最優秀作品賞
1. 凪的新生活[1]
2. 輪到你了
3. 明察小會計
4. 夏空
5. NO SIDE GAME

- 讀者票：1. 明察小會計；2. 輪到你了；3. 蟬男（日语：セミオトコ）；4. 簡單的工作想應聘看看（日语：簡単なお仕事です。に応募してみた）；5. 凪的新生活
- 記者票：1. 輪到你了；2. 凪的新生活；3. 明察小會計；4. 夏空；5. 所以我推她（日语：だから私は推しました）
- 評審票：1. 凪的新生活； 2. 夏空； 3. NO SIDE GAME；4. 明察小會計； 4. 輪到你了； 4. 監察醫 朝顏

### 主演男優賞
1. 田中圭（輪到你了）[2]
2. 大泉洋（NO SIDE GAME）
3. 山田涼介（蟬男）
4. 三浦春馬（TWO WEEKS（日语：TWO_WEEKS_(テレビドラマ)#リメイクテレビドラマ））
5. 唐澤壽明（Voice 110緊急指令室）

- 讀者票：1. 田中圭（輪到你了）；2. 山田涼介（蟬男）；3. 大泉洋（NO SIDE GAME）；4. 唐澤壽明（VOICE）；5. 三浦春馬（TWO WEEKS）
- 記者票：1. 田中圭（輪到你了）；2. 大泉洋（NO SIDE GAME）；3. 山田涼介（蟬男）；4. 三浦春馬（TWO WEEKS）；5.原田泰造（桑道）
- 評審票：1. 大泉洋（NO SIDE GAME）；2. 山田涼介（蟬男）； 3. 田中圭（輪到你了）； 4. 大森南朋（Sign～法醫學者 柚木貴志的事件～）；5. 室剛（I turn（日语：Iターン））

### 主演女優賞
1. 黑木華（凪的新生活）[3]
2. 多部未華子（明察小會計）
3. 廣瀨鈴（夏空）
4. 上野樹里（監察醫朝顏）
5. 深田恭子（魯邦的女兒）

- 讀者票：1. 多部未華子（明察小會計）；2. 黑木華（凪的新生活）；3. 原田知世（輪到你了）；4. 深田恭子（魯邦的女兒）；5. 上野樹里（監察醫朝顏）
- 記者票：1. 黑木華（凪的新生活）；2. 廣瀨鈴（夏空）；3. 多部未華子（明察小會計）；4. 上野樹里（監察醫朝顏）；5. 原田知世（輪到你了）
- 評審票：1. 黑木華（凪的新生活）； 2. 上野樹里（監察醫朝顏）； 3. 廣瀨鈴（夏空）；4. 多部未華子（明察小會計）； 5. 櫻井由紀（所以我推她）； 5. 木村文乃（詐騙幹員（日语：サギデカ））； 5. 深田恭子（魯邦的女兒）

### 助演男優賞
1. 高橋一生（凪的新生活）[4]
2. 重岡大毅（明察小會計）
3. 草刈正雄（夏空）

- 讀者票：1. 重岡大毅（明察小會計）；2. 橫濱流星（輪到你了）；3. 増田貴久（VOICE 110緊急指令室）；4. 三宅健（蟬男）；5. 高橋一生（凪的新生活）
- 記者票：1. 高橋一生（凪的新生活）；2. 重岡大毅（明察小會計）；3. 草刈正雄（夏空）；4. 中村倫也（凪的新生活）；5. 橫濱流星（輪到你了）
- 評審票：1. 高橋一生（凪的新生活）； 2. 草刈正雄（夏空）； 2. 中村倫也（凪的新生活）；4. 高杉真宙（詐騙幹員）；4. 宮澤冰魚（偽裝不倫（日语：偽装不倫#テレビドラマ））

### 助演女優賞
1. 奈緒（輪到你了）[5]
2. 西野七瀬（輪到你了）
3. 山口智子（夏空）

- 讀者票：1. 奈緒（輪到你了）；2. 伊藤沙莉（明察小會計）；3. 西野七瀬（輪到你了）；4. 木南晴夏（蟬男）；5. 江口法子（明察小會計）
- 記者票：1. 奈緒（輪到你了）；2. 西野七瀬（輪到你了）；3. 松嶋菜菜子（夏空）；4. 白石聖（所以我推她）；5. 木村多江（輪到你了）
- 評審票：1. 山口智子（夏空）；1. 奈緒（輪到你了）； 3. 三田佳子（凪的新生活）；4. 小芝風花（學園爆笑王（日语：べしゃり暮らし#テレビドラマ））；5. 木南晴夏（蟬男）

### 連續劇歌曲賞
1. 《馬和鹿》米津玄師（No Side Game（日语：ノーサイド・ゲーム））[6]
2. 《溫柔的孩子》SPITZ（夏空）
3. 手塚翔太（輪到你了）

- 讀者票：1. 《どうしますか、あなたなら》阿部真央（明察小會計）；2. 《ファンファーレ！》Hey! Say! JUMP（ 蟬男（日语：セミオトコ））；3. 《Make It Hot》Snow Man（簡單的工作想應聘看看（日语：簡単なお仕事です。に応募してみた））；4. 手塚翔太（輪到你了）；5. 《馬和鹿》米津玄師（No Side Game）
- 記者票：1. 《溫柔的孩子》SPITZ（夏空）；2. 《馬和鹿》米津玄師（No Side Game）；3. 《STAND-ALONE》Aimer（輪到你了）；4. 《どうしますか、あなたなら》阿部真央（明察小會計）；4. 《会いたいよ}》手塚翔太（輪到你了）；4. 《朝顏》（折坂悠太）（監察醫 朝顏）
- 評審票：1. 《馬和鹿》米津玄師（No Side Game）；2. 《溫柔的孩子》SPITZ（夏空）；3. 《us》milet（偽裝不倫（日语：偽装不倫））；4. 手塚翔太（輪到你了）；5. 《ファンファーレ！》Hey! Say! JUMP（蟬男）；5. 《リブート》miwa（凪的新生活）；5. 《そなちね》Tempalay（桑道）

### 劇本賞
1. 福原充則（日语：福原充則）（輪到你了）[7]
2. 大島里美（日语：大島里美）（凪的新生活）
3. 大森壽美男（日语：大森寿美男）（夏空）

### 導演賞
1. 坪井敏雄、山本剛義、土井裕泰、大内舞子（凪的新生活）[8]
2. 佐久間紀佳、小室直子、中莖強、内田秀實（輪到你了）
3. 木村隆文、田中正、渡辺哲也、田中健二、二見大輔、橋爪國臣、矢部誠人（夏空）

### 特別賞
- 廣瀬俊朗（No Side Game）[9]

## 外部連結
- 第102回日劇學院賞 （页面存档备份，存于）